# Qian Mu

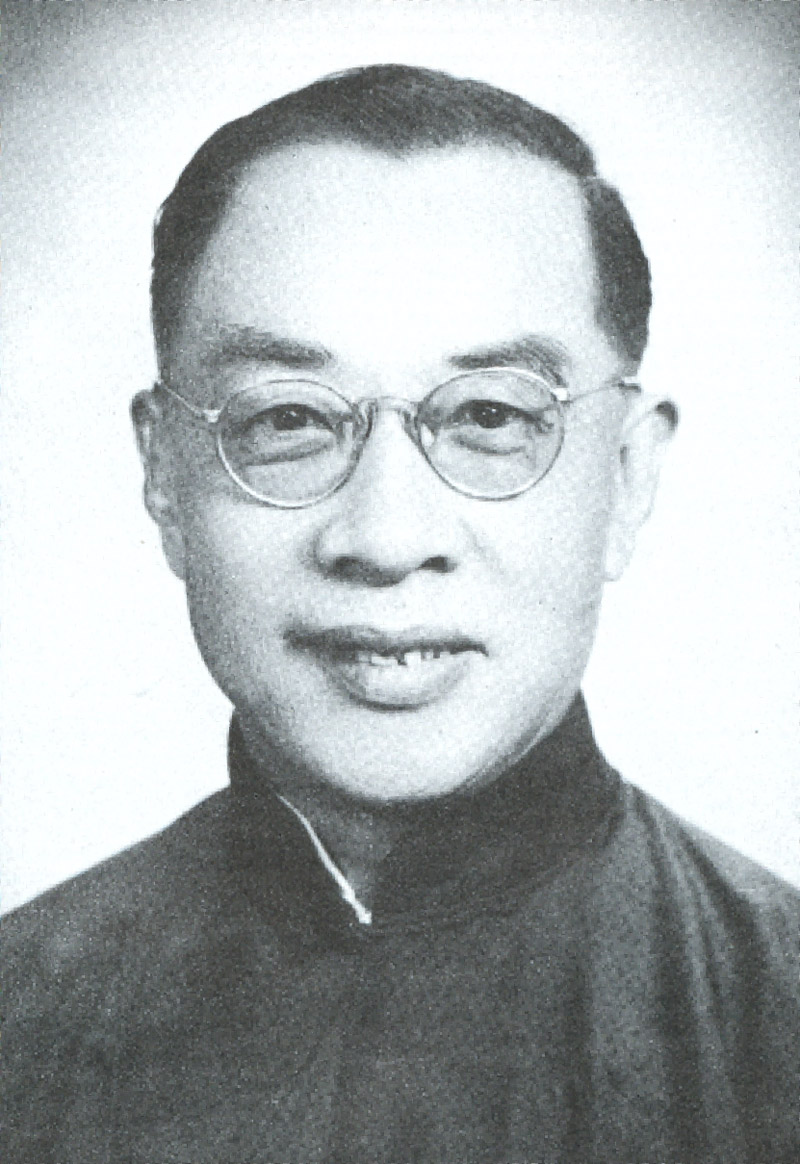
Qian Mu (etwa 1960)

Qian Mu oder Ch'ien Mu  (chinesisch: 錢穆; 30. Juli 1895 – 30. August 1990) war ein chinesischer Historiker, Philosoph, Pädagoge und Autor. Er wird in der Volksrepublik China und der Republik China auf Taiwan zusammen mit Lü Simian, Chen Yinke und Chen Yuan als einer der größten Historiker und Philosophen des China des 20. Jahrhunderts geschätzt. Er veröffentlichte mehr als 80 Bücher und unzählige Aufsätze über die chinesische Geschichte und Kultur. Qian erlebte die Zeit der republikanischen Revolution, insbesondere die Kämpfe um eine neue einheitliche Gestalt Chinas während und nach dem Ende der jahrtausende dauernden Kaiserzeit im Jahre 1911/12 bis zur Gründung der Volksrepublik China 1949. Zu diesem Zeitpunkt war Qian ein etablierter Gelehrter. Er verließ 1949 die VR China und übersiedelte nach Hongkong. 1968 nahm er seinen endgültigen Wohnsitz in Taiwan, wo er 1990 starb. Im Laufe seines Lebens entwickelte Qian sein historisch und philosophisch gewachsenes Engagement für den Diskurs um die Förderung und Entwicklung der Kultur Chinas.
Seine Wertschätzung der traditionellen chinesischen Kultur wurde von anderen geteilt, insbesondere von nationalen Gruppen (Guocui), sowie durch zeitgenössische Neokonfuzianer wie Xiong Shili, Liang Shuming, Tang Junyi und Mou Zongsan. Dies hat ihm die vernichtende Kritik durch Mao Zedong (1893–1976) eingebracht, der ihn und andere 1949 als „Laufhunde der Imperialisten“ bezeichnete und ihn so in die Reihe der damals als „böse“ geltenden Nationalisten verbannte. Die gegenwärtige chinesische Forschung ist dabei, seinen Ruf des „unverbesserlichen Konservativen“ zu tilgen, bzw. als existentielles Ergebnis seines Lebens neu zu interpretieren und seine Verdienste um die kulturelle Entwicklung der Gegenwart inklusive seiner Tendenz zu radikalen Sichten deutlich werden zu lassen.
Westliche Sinologen teilen und unterstützen diese Gesamtsicht durch ihre Forschungsergebnisse. Qians Werk wird hinsichtlich seiner biographischen und wissenschaftlichen Entwicklung umfassend und detailliert gewürdigt. Sowohl die Gründung und jahrelange Leitung des Neuen Asieninstitutes in Hongkong als auch die zahlreichen Werke, die er in Hongkong schrieb, bestätigen westliche Sinologen eindeutig Qians Führungsrolle als Historiker der chinesischen Kultur. Bildung und Denken – so ein Forscher – waren für Qian die richtigen Mittel, um in der Gegenwart die kulturelle Einheit Chinas und seines Volkes wiederherzustellen.

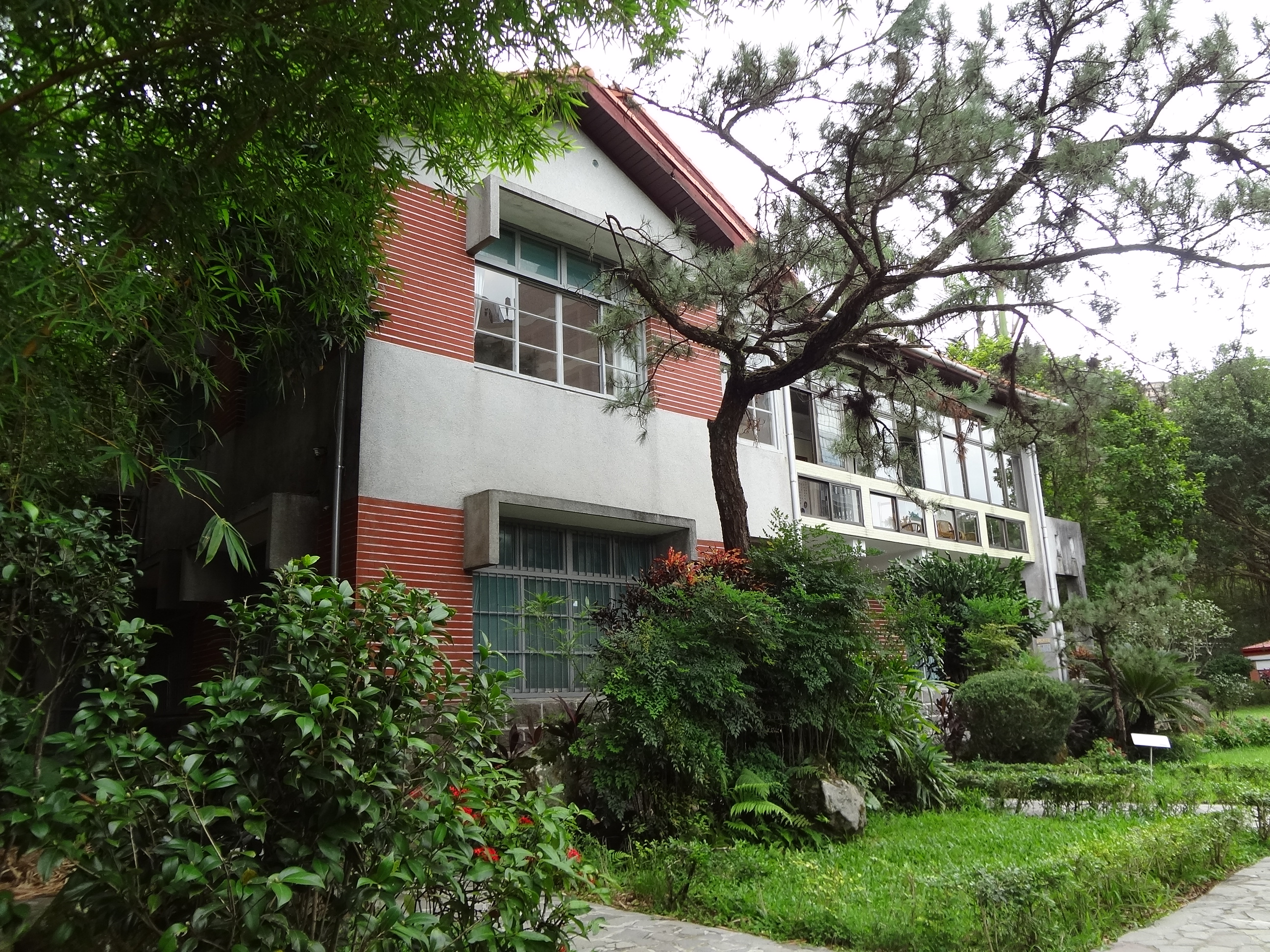
Haus von Qian Mu in Taipeh, Taiwan

In seinem 1940 veröffentlichten zweibändigen „Überblick über die Geschichte Chinas“ unternahm Qian u. a. den Versuch, Chinas Nationalcharakter aus der Geschichte herzuleiten. Der chinesischen Kultur schrieb er eine treibende Kraft zu, im Wandel der Zeiten immer wieder starke Staaten und geeinte Gesellschaften hervorgebracht zu haben. In Europa – so stellte er fest – habe es nie ein kulturelles Gesamtkonzept gegeben, das dem chinesischen gleichzusetzen wäre. Er riet zur Distanz gegenüber dem westlichen Fortschritt, der vor allem aus der Abwehr gegen die christliche Religion und nicht – wie es aus seiner Sicht notwendig sei – aus der Idee einer universalen menschlichen Kultur entstanden sei. Im Diskurs um eine „Neue Chinesische Kultur“ (die sich als Vierte-Mai-Bewegung demonstrierte) während sich das Ende der Kaiserzeit ankündigte und schließlich die Republik China gegründet wurde, trat Qian mit seinen Forschungen jenen Ideen entgegen, die China radikal verwestlichen wollten bzw. die westlich-kommunistische Lehre als Lösung für einen kulturellen und politischen Neuanfang anstrebten.

## Werke
(kleine Auswahl)
- Chronologie der chinesischen Philosophen der Vor-Qin-Zeit, Hsien-Ch’in chu-tzu hsi-nien 先秦諸子繫年, 1935.
- Bildungsgeschichte der Qing-Zeit, 1937.
- Überblick über die chinesische Geschichte, Kuo-shih ta kang 國史大綱, 1940.
- Studien zu den taoistischen Klassikern, 1957
- Doxographie des Neukonfuzianers Zhu Xi,  1971
- Vergleichende Anmerkungen zu Zhuangzi, Chuang-tzu tsuan-chien 莊子纂箋
- Der Westen versteht den Osten nicht. Gedanken zur Geschichte und Kultur Chinas. Übers. aus dem Chinesischen von Chen Chai-hsin und Diethelm Hofstra. Bochum/Dortmund 1997.